# Teruto Ishihara
Teruto Ishihara  (石原暉仁?, Ishihara Teruto), noto anche come Yashabō Ishihara  (石原夜叉坊?, Ishihara Yashabō) (Osaka, 23 luglio 1991) è un lottatore di arti marziali miste giapponese.
Combatte nella divisione dei pesi gallo per la promozione statunitense UFC.
In passato ha fatto parte anche delle organizzazioni giapponesi Shooto e Vale Tudo Japan.

## Caratteristiche tecniche
Ishihara è un lottatore che predilige il combattimento in piedi.

## Carriera nelle arti marziali miste

### Ultimate Fighting Championship
Nel giugno 2015 partecipa al reality show Road to UFC: Japan, una sorta di versione giapponese di The Ultimate Fighter, dove è parte di un torneo ad otto uomini per decretare il vincitore di un contratto con l'UFC.
Con in palio un posto nella massima organizzazione di MMA, il 27 settembre 2015 affronta in finale Mizuto Hirota in occasione dell'evento UFC Fight Night 75. Il match termina in pareggio non unanime e nessuno dei due partecipanti ne è decretato il vincitore. Per tale ragione, in seguito la direzione dell'UFC annuncia che entrambi i combattenti sarebbero stati messi sotto contratto dalla promozione.
Il suo prossimo incontro si svolge il 5 marzo 2016 all'evento UFC 196 e lo vede contrapposto a Julian Erosa. Ishihara si aggiudica la vittoria via KO alla seconda ripresa, mettendo in mostra una prestazione convincente.
Affronta quindi Horacio Gutiérrez il 6 agosto seguente in occasione di UFC Fight Night 92. Il giapponese vince l'incontro via KO al primo round, aggiudicandosi tra l'altro il riconoscimento Performance of the Night.
Il 19 novembre del 2016 affronta Artem Lobov, perdendo l'incontro per decisione unanime.

## Risultati nelle arti marziali miste
| Risultato | Record | Avversario  | Metodo              | Evento                              | Data             | Round | Tempo | Città                     | Note |
| --------- | ------ | ----------- | ------------------- | ----------------------------------- | ---------------- | ----- | ----- | ------------------------- | ---- |
| Sconfitta | 9-3-2  | Artem Lobov | Decisione (unanime) | UFC Fight Night: Mousasi vs. Hall 2 | 19 novembre 2016 | 3     | 5:00  | Belfast, Irlanda del Nord |      |